# Prociphilus erigeronensis
Prociphilus erigeronensis är en insektsart. Prociphilus erigeronensis ingår i släktet Prociphilus och familjen långrörsbladlöss. Inga underarter finns listade i Catalogue of Life.